# Zygina karatasa
Zygina karatasa är en insektsart som först beskrevs av Dlabola 1957.  Zygina karatasa ingår i släktet Zygina och familjen dvärgstritar. Inga underarter finns listade i Catalogue of Life.